# Marcel Gamache
Pour les articles homonymes, voir Gamache.
Marcel Gamache est un acteur et (surtout) scénariste québécois, né à Montréal le 29 août 1913 et mort à Sainte-Dorothée (Laval) le 10 mai 1995 à l'âge de 81 ans.

## Biographie
Joseph Fernand Marcel Henri Gamache est né dans la paroisse de St-Louis-de-France dans le quartier du Plateau-Mont-Royal à Montréal.  Il était le fils d'Adolphus Gamache, voyageur de commerce, et de Marguerite Beauchamp .
Le 13 avril 1940, il épouse Julienne Bédard en l'église de l'Immaculée-Conception de Montréal.  Selon l'acte, il exerce alors la profession d'étalagiste .   Julienne Bédard décède le 28 mars 1975 .  Marcel Gamache épouse ensuite Solange Beaulieu le 15 décembre 1979 en l'église Sainte-Dorothée de Laval .  Solange Beaulieu décède le 12 août 1995, peu de temps après son mari.
Marcel Gamache commence sa carrière à la radio (CKAC et CKVL) de Montréal. Par la suite, il fait partie de la distribution de quelques feuilletons télévisés de Radio-Canada (ex.: La Pension Velder) dans les années 1950. Il est aussi des scènes burlesques et des cabarets de Montréal dans les années 1940 et 1950. Il fait partie, entre autres, de la troupe de Jean Grimaldi.
Mais c'est pour ses scénarios de séries télévisées humoristiques que l'on se souvient de lui. Il écrit les scénarios des séries Cré Basile et Symphorien qui ont été très populaires au Québec dans les années 1960 et 1970. Il permet aussi aux artistes burlesques (Manda Parent, Denis Drouin, Léo Rivest, Gilles Latulippe, et Olivier Guimond) de connaître de grands succès à la télévision.

## Télévision et cinéma

### Acteur
- 1953 - 1954 : La Feuille au vent (série télévisée)
- 1956 : Grandville, P.Q. (série télévisée)
- 1957 - 1961 : La Pension Velder (série télévisée)
- 1975 : Tout feu, tout femme (1975)... Albert
- 1970-1977 Symphorien. Rôle varié
- 1982 :Poivre et sel . Rôle varié

### Scénariste
- 1965 - 1970 : Cré Basile (série télévisée)
- 1970 - 1977 : Symphorien (série télévisée)
- 1975 : Pousse mais pousse égal
- 1976 : Bye Bye (TV)
- 1978 - 1979 : Drôle de monde (série télévisée)
- 1979 - 1982 : Les Brillant (série télévisée)
- 1988 - 1989 : Ma tante Alice (série télévisée)

## Honneur
Le parc Marcel-Gamache honore sa mémoire à la Place Publique Sainte-Dorothée (Laval), face à l'église.

## Sources
- « Marcel Gamache » (présentation), sur l'Internet Movie Database
- Robert Gauthier, Jacques Normand, l'enfant terrible, Les éditions de l'Homme, 1998
- LATULIPPE, Gilles, Gilles Latulippe: avec le sourire, Éditions de l'Homme, 1997, Montréal, 315 pages,  (ISBN 2-7619-1355-8)
- Jacques Cimon et Philippe Laframboise, Jean Grimaldi présente, Ferron Éditeur (Montréal), 1973
- Site entièrement consacré à Gilles Latulippe